# Thorhild
Thorhild est un hameau (hamlet) du Comté de Thorhild, situé dans la province canadienne d'Alberta.
Thorhild était auparavant un village jusqu'à sa dissolution le 1er avril 2009 où il devint un hameau au sein du Comté de Thorhild No 7. Son incorporation en tant que village datait du 31 décembre 1949. L'Alberta and Great Waterways Railway paya 480$ pour le site d'origine le 16 juillet 1914.

## Démographie
En tant que localité désignée dans le recensement de 2011, Thorhild a une population de 488 habitants dans 240 de ses 268 logements, soit une variation de -3,4% par rapport à la population de 2006. Avec une superficie de 1,67 km2, ce hameau possède une densité de population de 292,2 hab/km2 en 2011,.
Concernant le recensement de 2006, Thorhild abritait 505 habitants dans 254 logements. Avec une superficie de 1,67 km2, ce village possédait une densité de population de 302,3 hab/km2 en 2006.
| 2001 | 2006 | 2011 | 2016 |
| ---- | ---- | ---- | ---- |
| 462  | 505  | 488  | 531  |